# Колодное (Столинский район)
Колодное (бел. Кало́днае) — деревня в Столинском районе Брестской области Беларуси. В составе Радчицкого сельсовета.

## География
Расположена на шоссе Р-6, в 9 км на север от Городная, в 5 км на восток от Федоры, в 6 км на юг от Овсемирово, в 28 км на запад от Столина.

## История
Впервые упоминается в 1507 году, принадлежала Марии Ровенской. Позже Колодное перешло к Плотницкой линии Скирмунтов, чей предок — литовский боярин Скирмунт еще в 1460 году получил от великого князя Казимира Ягеллончика имение в Плотницах на Полесье.
Существуют два предания о происхождении названия Колодного. Первое связано с уничтожением татарами замка в Городной, жители которого спасались в лесу за колодами. Вторая рассказывает об источниках в этих местах. Испокон веков такие места ценились и оберегались, и, чтобы упорядочить такой источник, полешуки придумали колодец — пустую колоду, обычно дубовую, которую вставляли в источник вместо сруба. Возможно, связав два этих факта воедино, и получим всю картину происхождения названия.
Расцвет имения начался с 1820 года, когда владение получил Александр Скирмунт. Был построен деревянный дворец, представлявший собой прямоугольное здание на высоком фундаменте с традиционным портиком в центре главного фасада. Под дворцом находился большой кирпичный погреб, где хранились запасы продовольствия. Дворец окружало искусственное озеро, напротив усадьбы располагались хозяйственные постройки. После смерти Александра в 1847 году Гортензия Скирмунт продала (или, скорее всего, отдала в аренду) имение шляхтичу Осипу Дмитриевичу Глебовичу в начале 1860-х годов.

## Восстание 1863 года
Восстание крестьян за отмену крепостного права не обошло стороной и Полесье. Успешно отличился отряд повстанцев под руководством Ромуальда Траугутта, который трижды нанес значительный ущерб карательным войскам Российской империи. Против повстанцев царское правительство послал карательную экспедицию в составе четырех рот стрелков, двух сотен казаков и двух орудий. Отряд Траугута, подкрепленный сотней повстанцев из Брестского уезда, приведенных Яном Ваньковичем, получил приказ двигаться на Волынь. Переночевав в Столине, утром повстанцы паромом переправились через реку Горынь и остановились в лесу под воронами. Зная, что за ними следуют карательные правительственные войска, Ромуальд Траугут организовал засаду, на которую в конце концов и попали три роты солдат под руководством майора Кемера. В результате боя погибло 19 карателей и 17 были ранены, а потери повстанцев составили только 2 человека.
29 июня 1863 года поручик Петровский с двумя ротами солдат неожиданно напал на отдыхавший отряд, в результате чего повстанцы потеряли 4 повозки с продовольствием и 8 верховых лошадей. На поляне, окруженной лесом, у Колодного сделали очередной привал. 12 июля 1863 года отряд снова был атакован. После этого события боевые действия во главе с Ромуальдом Траугуттом закончились, но отряд еще существовал какое-то время. Траугутт перед переправой через Стыр разделил отряд на десятки и приказал пробираться на Кобринщину.
В июле 1863 года Ромуальд Траугутт при помощи Элизы Ожешко мигрировал в Польшу, однако там был арестован царскими жандармами и 5 августа 1864 года повешен. Ян Ванькович выехал в Галицию. Владельца имения за поддержку повстанцев выслали в Сибирь. Причастность Елены Скирмунт к восстанию не доказали, но на три года сослали в Тамбов. Ее муж, Казимир Скирмунт, отказался подтвердить лояльность царю и за это был сослан в Кострому также на три года. Так Скирмунты потеряли свое право на владение имением в Колодном.

## Освоение деревни
Поместье в Колодном было передано русскими властями барону Гартингу Николаю Густаву Адаму, но через некоторое время он подал в газету объявление о продаже имения. Это объявление и попало на глаза волосному писарю Якову Ивановичу Сазановичу, что знал о намерении крестьян деревень Щорсы, Жуков, Хорошие, Кореличи, Подкосовье и некоторых других деревень Новогрудского уезда приобрести землю для сельскохозяйственных нужд. Найдя заинтересованных таким предложением, крестьяне избрали представителей, которые поехали в Колодное, чтобы осмотреться, а главное — убедиться в хорошем качестве почвы, горсть которой взяли с собой домой, чтобы показать остальным. Новогрудчане удовлетворились качеством почвы и решили приобрести землю в Колодном.
Условия покупки были следующие. Крестьяне покупали все земли, принадлежавшие имению Колодному. Их делили на участки по 60 десятин, и за каждый надел вносился задаток по 10 рублей. На остальные деньги в сумме 37800 рублей была оформлена ссуда сроком на 20 лет. Разделение земли на другие участки требовал новых денег, а их у крестьян было мало.
Осенью 1886 года в Колодное приехали 170 мужчин и 175 женщин, которые за зиму изучили свои владения, узнали о названиях отдельных мест. Весной 1889 года прибыли ещё 336 человек.

## Население

### Численность
- 2019 год — 284 жителя

### Динамика
- 2019 год — 284 жителя (перепись населения)

## Достопримечательность
- Церковь в честь Святого великомученика Дмитрия Солунского[2], XIX век.
  - Колокольня
- Фрагменты усадебно-паркового комплекса Скирмунтов
- Памятник повстанцам 1863—1864 гг.

### Памятник природы, заказник
- Клюквенный заказник Колоднянского лесничества Столинского лесхоза

## Галерея

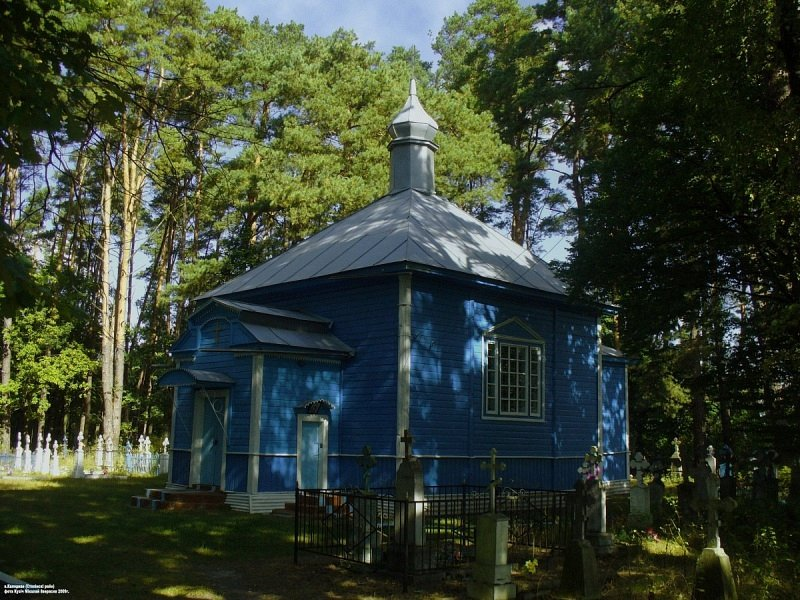
Церковь Святого Дмитрия Солунского
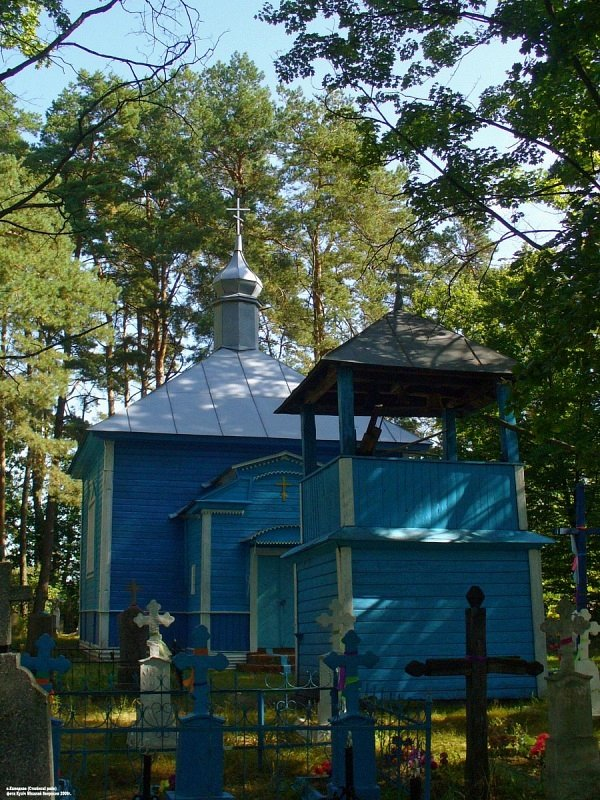
Церковь Святого Дмитрия Солунского
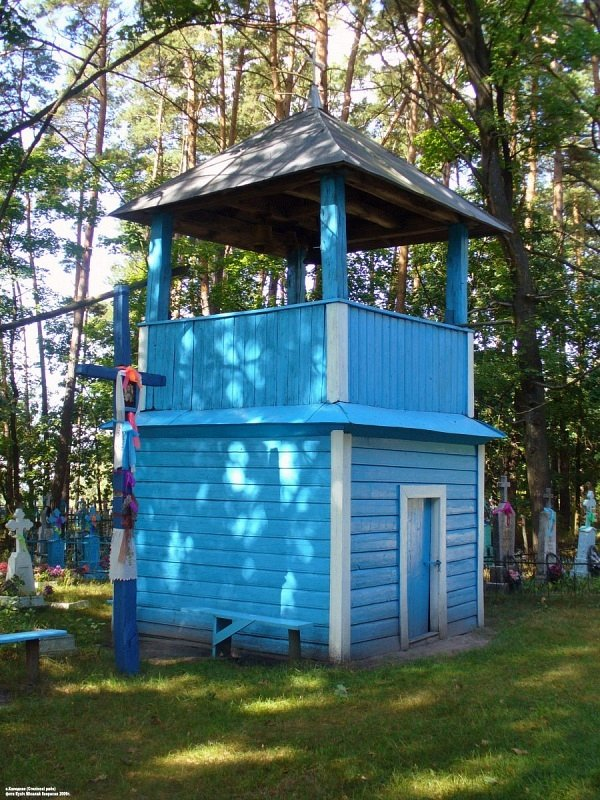
Колокольня
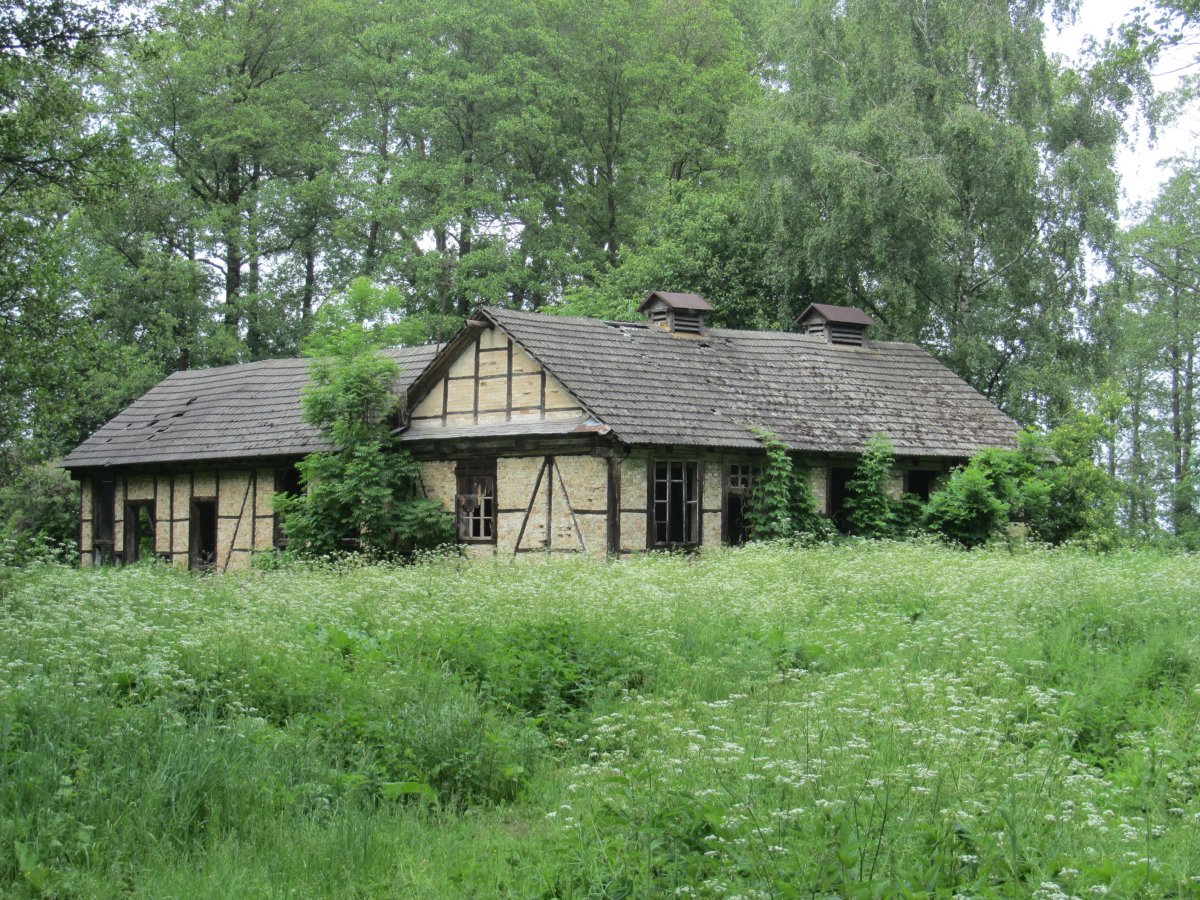
Мельница
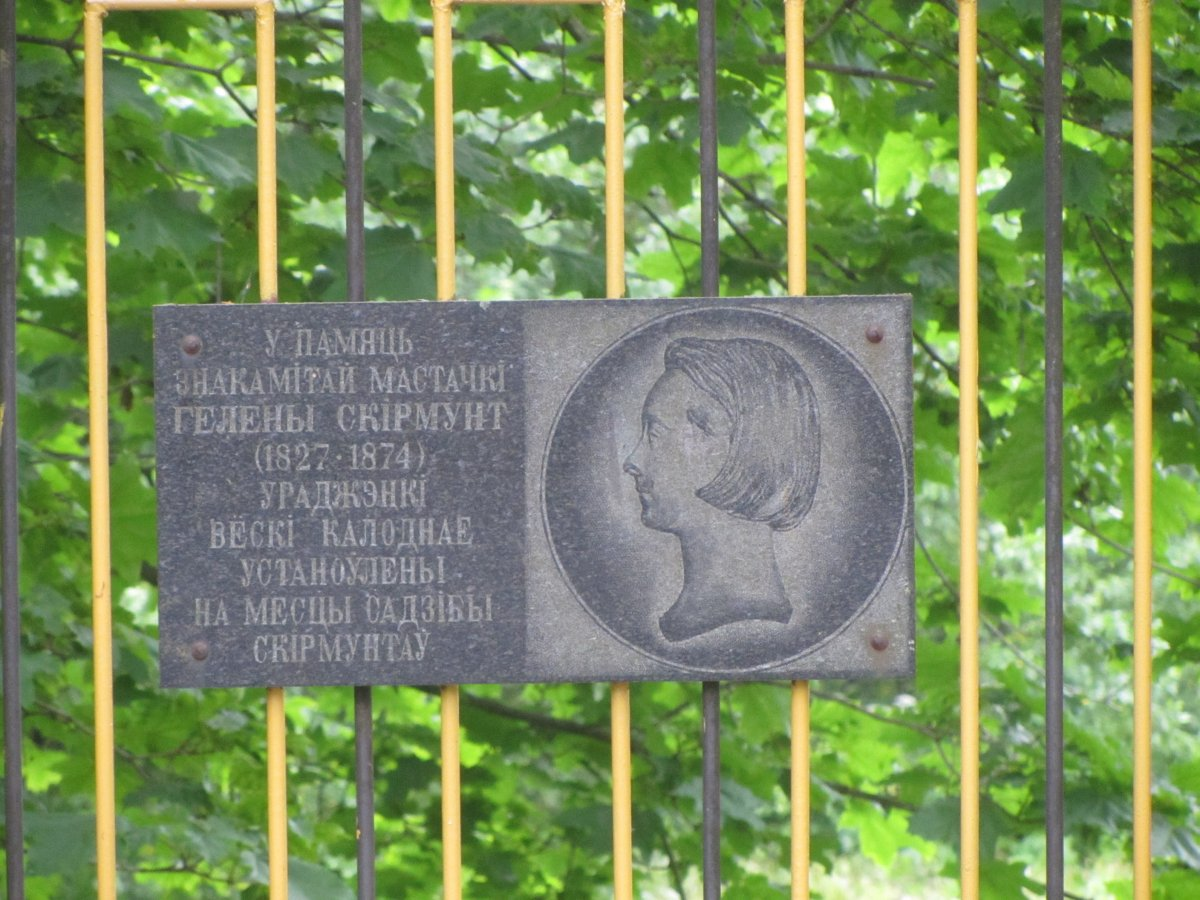
Памятный знак Хелене Скирмунт
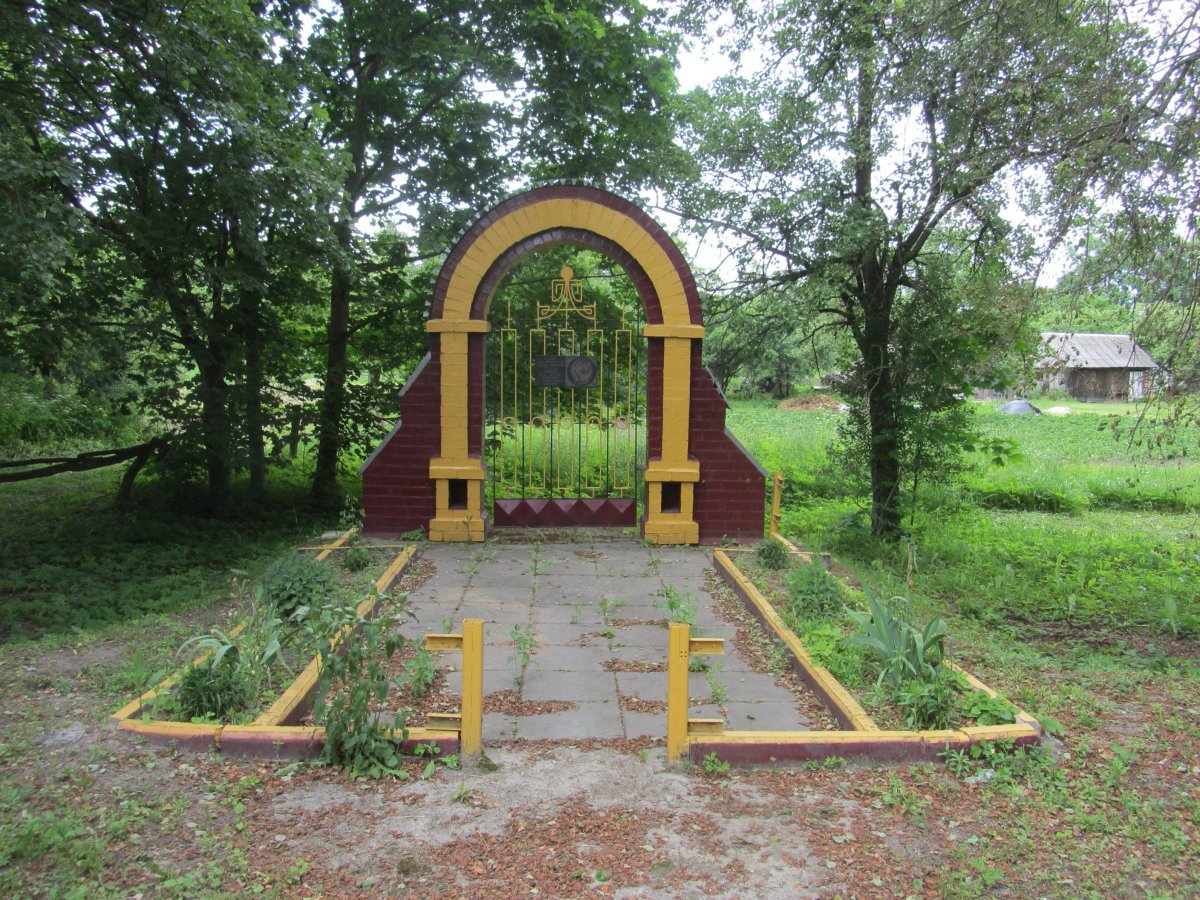
Памятный знак Хелене Скирмунт

## Известные лица
- Корытько, Сергей Сергеевич (род. 1952) — врач, кандидат медицинских наук. Заслуженный врач Республики Беларусь.
- Скирмунт, Хелена (1827—1874) — художник и скульптор.
- Скирмунт, Констанция (1852—1934) — белорусский публицист, историк.